# Чиптюн
Чиптю́н (англ. chiptune) — музика, в якій звук синтезується аудіочипом в реальному часі комп'ютером або ігровою приставкою, зазвичай ранніх поколінь, а не набором музичних семплів, записаних з аудіопристроїв. Часом розквіту чиптюна є середина 1980-х — початок 1990-х, з появою звукових чипів у перших домашніх комп'ютерах, таких як Commodore 64, ZX-Spectrum і т. д. У чиптюні звук кодується за допомогою найпростіших математичних формул, які задають звукові хвилі різної довжини, плюс шумовий канал. Музика створювалася не розташуванням нот на нотному стані, а фактично написанням окремої програми. Пізніше з'явилися спеціальні програми, як правило, працюють за принципом трекера.
В Україні митців, які працюють у цьому напрямку не багато: з 2007 року в цьому жанрі творить Mystic Hero, а з 2009-го гурт BLACKLAZER. В ті ж часи був активним інтернет-лейбл Cunt Gang.